# Polemiosilis rubidiceps
Polemiosilis rubidiceps es una especie de coleóptero de la familia Cantharidae.

## Distribución geográfica
Habita en Indonesia.